# Bazylika św. Eugeniusza w Rzymie
Bazylika św. Eugeniusza w Rzymie (wł. Basilica di Sant'Eugenio) – rzymskokatolicki kościół tytularny w Rzymie. 
Świątynia ta jest kościołem parafialnym parafii św. Eugeniusza w Rzymie oraz kościołem tytularnym, mającym również rangę bazyliki mniejszej.

## Lokalizacja
Bazylika znajduje się w III dzielnicy Rzymu – Pinciano (Q III) przy Viale delle Belle Arti 10.

## Patron
Patronem świątyni jest św. Eugeniusz I – papież w latach 654-657.

## Historia
Kościół powstał na osobiste zlecenie papieża Piusa XII (Eugenio Pacelli) i poświęcony jego patronowi. Fundusze zostały pozyskane z darów, które papież otrzymał z okazji 25-lecia swojej sakry biskupiej w 1942 roku. Budowę rozpoczęto jeszcze w tym samym roku od wykopania fundamentów. Papież poświęcił kamień dedykacyjny 28 czerwca 1943 roku. Kamień ten został pozyskany podczas prac archeologicznych prowadzonych w Grotach Watykańskich z upoważnienia papieża. Architektami świątyni byli Enrico Pietro Galeazzi i Mario Redini, nadzór nad elementami konstrukcyjnymi sprawował Giuseppe Nicolosi. W związku z trwającą wojną prace zostały wstrzymane już jesienią 1943 roku. Przerwa trwała cztery lata. W 1951 roku papież Pius XII 16 marca erygował parafię przy kościele, 23 maja przyznał mu tytuł bazyliki mniejszej, a 2 czerwca poświęcił ołtarz główny. Dekorowanie wnętrza nadzorował Aldo Nati. W 1980 roku zarząd nad bazyliką został przekazany Opus Dei. Prałatura ta jest nadal odpowiedzialna za parafię.

## Architektura i sztuka
Plan świątyni oparty jest na krzyżu łacińskim wpisanym w prostokąt. Kościół ma nawę główną, dwie nawy boczne, transept i apsydę. Na skrzyżowaniu nawy z transeptem umieszczono kopułę. Budowlę wzniesiono z cegły, natomiast fasada i detale architektoniczne są z trawertynu.

### Dzwonnica
Dzwonnica, o wysokości 33 metrów, zlokalizowana jest po lewej stronie prezbiterium. Ma ona trzy kondygnacje, z belkowaniem oddzielającym pierwszą i drugą kondygnację oraz gzymsem między drugą i trzecią kondygnacją. Najwyższe piętro dzwonnicy ma z każdej strony prostokątny otwór zwieńczony półkolistym łukiem.

### Kopuła
Kopuła ma okrągły bęben umieszczony na kwadratowej podmurówce. Główna część bębna ma dwanaście dużych łukowato zakończonych okien oddzielonych pilastrami podtrzymującymi belkowanie z wystającym gzymsem. Górna część bębna jest niższa i ma dwanaście małych prostokątnych okien. Na szczycie latarni znajduje się figura św. Michała Archanioła autorstwa Alberto Gerardiego. Wysokość kopuły wynosi 47 metrów.

### Fasada
Dwukondygnacyjna fasada wejściowa w całości została wykonana z trawertynu. Jest ona nieco wyższa od nawy głównej. Część fasady leżąca przed nawą główną jest wysunięty do przodu w stosunku do części przed nawami bocznymi, dodatkowo część wejściowa pierwszej kondygnacji jest przesunięta jeszcze bardziej do przodu. Dolna kondygnacja ma sześć pilastrów korynckich wspierających belkowanie z napisem Deo sacrum in hon[ore] S[ancti] Eugenii I, Pius XII Pont[ifex] Max[imus] Romanus A[nno] D[omini] MDCCCCL. W kapitelach pilastrów znajdują się rzeźby aniołów trzymających papieskie emblematy. Nad głównym wejściem znajduje się napis, będący dewizą Piusa XII, Opus iustitiae pax (pol. Pokój dziełem sprawiedliwości). Powyżej jest płaskorzeźba przedstawiająca szóstkę aniołów adorujących Chrystogram IHS z krzyżem i trzema gwoździami poniżej autorstwa Alessandro Monteleone. W bocznych częściach fasady znajdują się mniejsze wejścia, nad którymi są płaskorzeźby autorstwa Monteleone przedstawiające alegoryczne postacie Sprawiedliwości po lewej i Pokoju po prawej. Strefa środkowa drugiej kondygnacji fasady mieści duże prostokątne okno zwieńczone łukowato, które jest wpuszczone w prostokątny otwór z balustradowym balkonem. Bocznie od okna znajdują się płaskorzeźby autorstwa Francesco Nagniego przedstawiające ewangelistów – po lewej św. Jana (u góry) i św. Marka (u dołu), a po prawej św. Mateusza (u góry) i św. Łukasza (u dołu). Po bokach górnej kondygnacji znajdują się spływy wolutowe. Fasadę wieńczy pusty trójkątny fronton.

### Wnętrze bazyliki
Okno nad wejściem głównym mieści witraż przedstawiający Wizytę papieża Piusa XII w dzielnicy Tiburtino autorstwa Lorenza Michele Gigottiego. Nawę główną od naw bocznych oddzielają kolumny korynckie. Sufit nawy głównej ma sklepienie kolebkowe.
W podłodze prezbiterium znajdują się dwie kraty z brązu autorstwa Persechettiego, przedstawiające sceny z życia św. Piotra i Pawła. Ołtarz główny ma parę korynckich pilastrów podtrzymujących trójkątny fronton. W kapitelach pilastrów znajdują się symbole eucharystyczne. Pomiędzy pilastrami jest okładzina z zielonego marmuru, zakrzywiona w kształcie wycinka walca. Pośrodku zawieszona jest monumentalna brązowa figura papieża św. Eugeniusza autorstwa Attilio Selvy. Inskrypcja na fryzie edykułu brzmi: Salus et refugium (pol. Zbawienie i schronienie). Antepedium z pozłacanego brązu wykonał również Selva.
Koncha apsydy mieści fresk Ferruccio Farazzi Triumf Krzyża (jedną z osób na nim przedstawionych jest papież Pius XII).

#### Kaplice boczne
Po obu stronach naw bocznych znajdują się po trzy boczne kaplice.
Kaplice po prawej stronie:
- W kaplicy św. Franciszki Ksawery Cabrini znajduje się Apoteoza św. Franciszki Ksawery z posągiem świętej, dziełem Pericle Fazziniego.

- Kaplicę pod wezwaniem św. Franciszka z Asyżu ozdobił Domenico Rambelli. W ołtarzu z czerwonego marmuru znajduje się figura św. Franciszka z brązu. Świeczniki mają kształt franciszkańskich zakonników.

- Kaplica poświęcona św. Agnieszce została ozdobiona przez Venanzo Crocetti. Znajduje się tu Apoteoza św. Agnieszki[1].

Kaplice po lewej stronie:
- Kaplicę pod wezwaniem św. Mikołaja z Flüe ozdobił Corrado Vigni.

- Kaplicę pod wezwaniem św. Katarzyny ze Sieny ozdobił Giorgio Quaroni. W ołtarzu znajduje się Św. Katarzyna mająca widzenie Ukrzyżowanego w białym marmurze autorstwa Enrico Castelli.

- Kaplica poświęcona św. Filipowi Neri zawiera rzeźbę ołtarzową wykonaną z brązu przez Francesco Messinę[1].

Przy prezbiterium, z obu jego stron, znajdują się dwie kolejne kaplice. Obie są na planie kwadratu i mają małe kopuły.
Kaplica po prawej stronie obok prezbiterium jest poświęcona Najświętszemu Sercu Jezusa. Freski są autorstwa Bruno Saettiego. Szklane świeczniki pochodzą z Murano. Antepedium zdobi mozaika Ostatnia Wieczerza.
Kaplica św. Józefa znajduje się po lewej stronie przy prezbiterium. Jej ściany są całkowicie pokryte freskami wykonanymi przez Gisberto Ceracchini. W ołtarzu przedstawiono Św. Józefa w chwale, poniżej znajduje się scena jego zaślubin z Maryją.
Kaplica św. Piotra i Pawła
W prawym ramieniu transeptu znajduje się kaplica poświęcona św. Piotrowi i Pawłowi, dar rządu Libanu. Dekorację tej kaplicy nadzorował Aldo Nati. Ołtarz jest z czerwonego marmuru. Obraz ołtarzowy Książąt Apostołów jest autorstwa Francesco Perotti. Flankują go freski Marcello Avenali, przedstawiające sceny z życia apostołów.
Kaplica Matki Bożej Fatimskiej
Na lewym końcu transeptu znajduje się kaplica Matki Bożej Fatimskiej, ufundowana przez Republikę Portugalii i zaprojektowana przez Luiza Benavente. W ołtarzu znajduje się Matka Boża Fatimska czczona przez anioły i świętych, na dole umieszczono postacie dzieci, które miały widzenie. Figura Matki Bożej jest została wyrzeźbiona przez Leopoldo de Almeida, a fresk jest autorstwa Martinsa Barady. Antepedium ołtarza przedstawia Zwiastowanie, jest to dzieło Jorge Barradasa wykonane ze szklanego włókna.

## Kardynałowie diakoni
Bazylika św. Eugeniusza jest jednym z kościołów tytularnych nadawanych kardynałom-diakonom (Titulus Sancti Eugenii Papae). Tytuł ten został ustanowiony 12 marca 1960 roku przez papieża Jana XXIII.
- Antonio Bacci (1960-1971)
- Umberto Mozzoni (1973-1983), tytuł prezbiterialny pro hac vice (1983)
- Paul Poupard (1985-1996)
- Francesco Colasuonno (1998-2003)
- Julián Herranz Casado (2003-2014), tytuł prezbiterialny pro hac vice (2014-nadal)